# Kérő
Kérő (románul Băița) falu Romániában, Kolozs megyében. Kénes gyógyfürdőjét (Kérőfürdő) bőrbántalmakra és reumatikus panaszokra javasolják.

## Története
A falu területén újkőkorszaki tűzhelyeket illetve egy római őrtorony maradványait tárták fel. Első említése 1214-ből származik. Nevének változatai: 1293-ban Kerew, 1542-ben Kyreu, 1551-ben Keérő, 1553-ban Kereu, 1590-ben Kere, 1612-ben Kérő. Nevét a Kér magyar törzs vagy Kereu dobokai előkelő várjobbágy nevéről kapta.
Kérő előbb a szolnoki vár földje volt, de 1293-ban III. András király azt 10 ekealjnyi, azaz körülbelül 1500 holdnyi terjedelemben Csányi Máté fiainak: István, Gábor és Illésnek adományozta, mivel ők Albert osztrák herceg ellen harcoltak. 1398-ban Bánffy Miklós és János tulajdonába került Monostorszeggel és Ormánnyal együtt.
Kezdettől fogva magyarlakta község volt. Basta és Mihály vajda korában majdnem teljesen elpusztult. 1658–63 közt török-tatár pusztította, majd a török hódoltatván be, magyar lakói közül többen kiköltöztek. Helyükbe lassanként románok húzódtak, kiket a fejedelem telepített Szamosújvár védelmezése céljából. Számuk főleg akkor szaporodott, midőn Szamosújvár uradalmával a görögkatolikus egyház kezére került Kérő is.
Az 1704–12 közt II. Rákóczi Ferenc szabadságharca alatt labancok pusztították el s dúlták fel e községet.
1848 őszén a naszódi határőr katonaság, melyet Karl von Urban vezérelt, megrohanta s öt helyt gyújtotta fel s ez alkalommal a falu nagy része leégett az egyházi épületekkel együtt, s belé égtek a református egyház kamatra kiadott tekintélyes összegekről kiállított kötelezvényei. Más részét elrabolták, a falu magyarságát kifosztották.
A református egyház a 16. században alakult meg. A hagyomány azt tartja, hogy mind a Luther, mind a Kálvin követőinek volt itt kezdetben temploma. A református egyházé egy meredek dombon volt, amit a 19. század közepén lebontottak. Az új templomot a mai helyére építették. 1893-ban szentelték fel.
Hagyomány szerint birtokokkal Bethlen Gábor fejedelem ajándékozta meg az egyházközséget. Midőn a régi templomot lebontották, a szószéken a következő felirat tűnt elő: „Ezt a praedikáló széket csináltatta id. Módi György és társa Csomi Éva asszony 1796. Nemes Basa István és társa Bakó Erzsébet megfestetett Ao. 1802.”
Lelkészei: Ilkafalvi Péter 1685, Kisvárdai János 1716, Gyöngyössi György 1719, Medgyesi András 1721, Dobolyi Mihály 1723, Hodgyai János 1730, Vásárhelyi István 1745, Kállai János 1747, Medgyesi András 1760, Kállai János 1767, Elek Márton 1786, Koródi József 1794, Borsos Dávid 1815, Incze Márton 1819–1849-ig Dózsa Imre 1849–1885-ig. A századfordulón Nagy József volt.

## Nevezetességei
Kérő főnevezetessége közé tartozik a községtől keletre, a Szamos mellett vagyis ennek bal partján, az országút mentén, 1715-ben Büdös-kút neve alatt előforduló határrésze. E kút vizét a szomszéd községbeliek ős időktől fogva használták. 1824-ben Szolnok-Doboka vármegye vezetősége eldöntötte, hogy kutat ás a forrás felé. Birtokosa Czakó János. 1824-től 1826-ig a posványt lecsapoltatta s mielőtt vizét a vegyi vizsgálat alá vették volna, egy pár szobát építtetett, 6 kádra berendezte s üstöt állított be a víz melegítésére.
1827-ben vizsgálták meg vizét s 4 font vízben (1 fontra 16 unciát számítva) találtatott: 38 gram murias natr., 36 gr. sulfas natr., 6 gr. murias calc., 4 gr. terra calcatura. Ezeken kívül nagymértékben találtak benne gas. acidum és hydrothinicumot. A víz színét tisztának, édesnek s erős büdösköves szagúnak találták, s midőn felette + 15 fok volt a hőmérősék, vize 11 1/2 fokú volt.
A 19. században Dr. Brunner Kálmán pedig a budai „Császárfürdő” orvosa a források gyógyhatásáról így nyilatkozott:
„A kérői vizek a ritkábban előforduló sós-kénes vizek közé tartoznak, s mint ilyenek, jó sikerrel alkalmazhatók, csúzos bántalmak súlyosabb eseteiben; az izmok, ízületek csúzos bántalmai, zsugorodások, merevségek, bőrfekélyek, csontszú, görvélyes és bujakóros bántalmak ellen, idült izzadmányoknál, melyeknek felszívódását a kénes vizek elősegítik, fémmérgezéseknél különösen a higanynak huzamosabb vagy célszerűtlenen használata után igen gyakran jelentkező higanykórnál. Bensőleg használva a garat, gége és hörghurut, alhasi pozsga, gyomor- és bélhurut, aranyeres bántalmak, a máj- és lépdaganat, hólyaghurut stb. javulni fognak alkalmazásuk által”.
A kérői fürdő sok ideig volt Szamosújvár legfontosabb kiránduló és mulató helye.
Szent Mihály és Gábriel arkangyalok temploma a 17. században épült.